# كارل دويل
كارل دويل (بالإنجليزية: Carl Doyle)‏ هو لاعب كرة قاعدة أمريكي، ولد في 30 يوليو 1912 في نوكسفيل في الولايات المتحدة، وتوفي بنفس المكان في 4 سبتمبر 1951.

## وصلات خارجية
- كارل دويل على موقع دوري كرة القاعدة الرئيسي (الإنجليزية)
- كارل دويل على موقعبيزبول رفرنس.كوم (الدوري الرئيسي) (الإنجليزية)
- كارل دويل على موقعبيزبول رفرنس.كوم (الدوري الثانوي) (الإنجليزية)